# Nagy tegzes
A nagy tegzes vagy nagy pozdorján (Phryganea grandis) a rovarok (Insecta) osztályának a tegzesek (Trichoptera) rendjébe, ezen belül a pozdorjánfélék (Phryganeidae) családjába tartozó faj.

## Előfordulása
A nagy tegzes Európában széles körben előfordul.

## Megjelenése

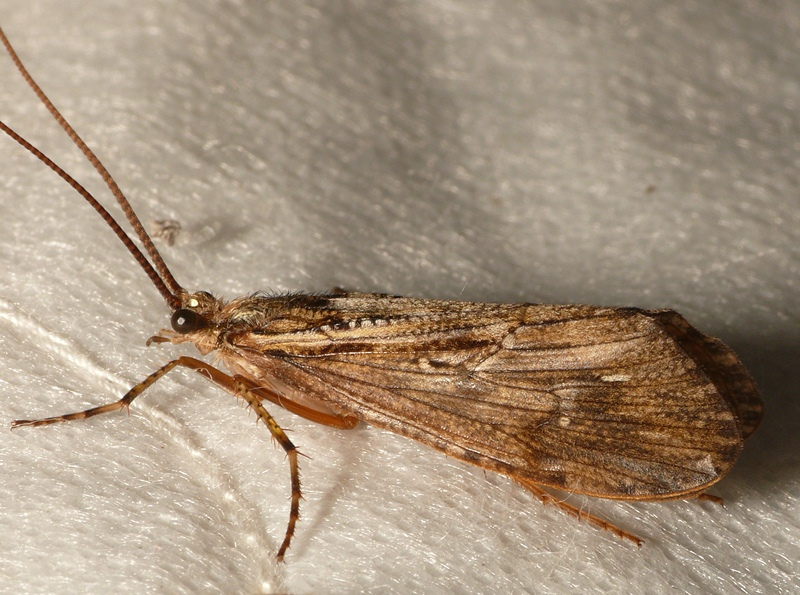
Hollandiai példány

A nagy tegzes lárvájának a feje sárga, fekete csíkokkal. Csak a nyakpajzs szaruszerű, a tor többi része és a potroh lágy tapintású. A tegez cső alakú, hosszúsága a 7 centimétert elérheti, vízinövények 8-10 milliméternyi szárdarabjaiból áll, melyekből a lárva kis spirális köteget alakít ki. A fiatal lárvák mohákból vagy csillárkamoszatokból kúposan keskenyedő tegezt készítenek.

## Életmódja
A nagy tegzes álló-, lassan folyó, dús növényzetű vizek, lápos területek lakója. A lárva ragadozó, főleg rovarlárvákat fogdos.
Repülési ideje áprilistól augusztus végéig tart.